# Sentier de grande randonnée 131 (France)
Pour les articles homonymes, voir Sentier de grande randonnée 131.
Le sentier de grande randonnée 131 (GR 131) relie l'oppidum de Bibracte situé sur le Mont Beuvray à Issy-l'Évêque via Autun.

## Géographie
Quasi-exclusivement dans le département de Saône-et-Loire, il part du Mont Beuvray, sur les communes de Saint-Léger-sous-Beuvray (Saône-et-Loire) et de Glux-en-Glenne et Larochemillay (Nièvre)) pour se rendre à l'est jusqu'à Autun. Ensuite, le sentier parcourt le Morvan vers Issy-l'Évêque en suivant une direction globalement au sud-ouest d'Autun.
Le parcours balisé est de 103,5 km.